# Lazar Ćirović
Lazar Ćirović (Kragujevac, 26 febbraio 1992) è un pallavolista serbo.
Gioca nel ruolo di schiacciatore nel Padova.

## Carriera
La carriera di Lazar Ćirović inizia nella stagione 2007-08 quando debutta nel Radnički Kragujevac, nella Superliga serba: resta legato al club per sette annate vincendo la Coppa di Serbia 2007-08 e due scudetti. Nella stagione 2014-15 si trasferisce alla società montenegrina del Budvanska rivijera, militante in Prva Liga, aggiudicandosi sia la coppa nazionale che lo scudetto; nel 2015 ottiene le prime convocazioni nella nazionale serba.
Per il campionato 2015-16 si accasa all'Afyon, nella Voleybol 2. Ligi turca, mentre in quello successivo è al Panathīnaïkos, nella Volley League greca.
Nella stagione 2017-18 viene ingaggiato dalla squadra italiana del Padova, in Serie A1; con la nazionale, nel 2019, vince la medaglia d'oro al campionato europeo.

## Palmarès

### Club
- Campionato serbo: 2

2008-09, 2009-10
- Campionato montenegrino: 1

2014-15
- Coppa di Serbia: 1

2007-08
- Coppa di Montenegro: 1

2014-15